# Carles I de Hessen-Philippsthal
Carles I de Hessen-Phillipsthal (en alemany Karl I von Hessen-Phillippsthal) va néixer a Schmalkalden (Alemanya) el 23 de setembre de 1682 i va morir a Philippsthal el 8 de maig de 1770. Era fill de Felip de Hessen-Philippsthal
(1655-1721) i de Caterina Amàlia de Solms-Laubach (1654-1736).

## Matrimoni i fills
El 24 de novembre de 1725 es va casar a Eisenach amb Caterina Cristina de Saxònia-Eisenach (1699-1743), filla del duc Joan Guillem de Saxònia-Eisenach (1666-1729) i de Cristina Juliana de Baden-Durlach (1678-1707). El matrimoni va tenir sis fills:
- Guillem (1726-1810), casat amb la princesa Ulrica Elionor de Hessen-Philippsthal-Barchfeld (1732-1795).

- Carolina (1728-1746)

- Frederic (1729-1751)

- Carlota Amàlia (1730-1801), casada amb Antoni Ulric de Saxònia-Meiningen (1687-1763)

- Felipa (1731-1762)